# Halodiplosis aurantiacus
Halodiplosis aurantiacus är en tvåvingeart som beskrevs av Fedotova 1992. Halodiplosis aurantiacus ingår i släktet Halodiplosis och familjen gallmyggor.
Artens utbredningsområde är Kazakstan. Inga underarter finns listade i Catalogue of Life.